# 季刊R・P・G
『季刊R・P・G』（きかんアールピージー）は、国際通信社が発行していたテーブルトークRPG（TRPG）を中心にテーブルゲーム全般を扱う雑誌。季刊であり、1月・4月・7月・10月の発行。2007年1月に創刊。2007年10月の第4号で休刊を迎えている。正式名称は「季刊」の語を含まない「R・P・G」である。
同じく国際通信社が発行していたTRPG雑誌『RPGamer』を前身とする。RPGamerが必ず付録として何らかのゲームを同梱した「ゲーム付き雑誌」でかなり高価であったのに対し、本誌はそのような付録を持たず価格も1,000円以下に抑えられている（創刊号は本体価格950円）。また、RPGamerの判形はA4変形で左開きの横書きであったが、本誌はA5判と雑誌としては小さめで右開き・縦書きとなっている。
記事の傾向・内容やサポートしているゲームはほぼRPGamerを踏襲しており、30代以上のベテランゲーマーに対してコアな記事を提供するとうたっていた。扱う内容はTRPGそのものだけでなく、TRPGのプレイに役立つ周辺情報や知識も提供するとし、さらにTRPGと親和性の高いテーブルゲーム全般を扱うことになっている（2007年時点では、ミニチュアゲームを大きく扱っていた日本で唯一の商業誌であった）。
雑誌のシンボルキャラクターは 対戦車ロケットを手にする魔法使いの老人 という奇妙なものになっているが、これはRPGとRPG-7をかけた洒落である。

## 取り扱っていたTRPG（五十音順）
- ウォーハンマーRPG
- カットスロート・プラネット
- ダンジョンズ&ドラゴンズ
- d20システム
- トラベラー
- ナイトメアハンター＝ディープ
- モンスターメーカーRPGレジェンド
- 野球TRPGボールパーク！

## インタビュー
TRPG業界とは直接関わりの薄い著名人へのインタビュー記事を載せる独特の企画があった。
- 佐野史郎 (第1号)
- 古谷徹 (第2号)
- 田中誠 (第3号)